# 上沙伊德韦勒
上沙伊德韦勒是德国莱茵兰-普法尔茨州的一个市镇。总面积4.50平方公里，总人口186人，其中男性86人，女性100人（2011年12月31日），人口密度41人/平方公里。